# 5-Methylcytosin
5-Methylcytosin ist eine heterocyclische organische Verbindung mit einem Pyrimidingrundgerüst. Es ist ein Derivat der Nukleinbase Cytosin mit einer zusätzlichen Methylgruppe in Position 5. Dieses Substitutionsmuster entspricht der Analogie zwischen Uracil und Thymin. 5-Methylcytosin bildet die Nukleoside 5-Methylcytidin (5mC, m5C) in der RNA und 5-Methyldesoxycytidin (5-MedC) in der DNA.

## Eigenschaften

### Physikalische Eigenschaften
5-Methylcytosin ist ein kristalliner Feststoff, der bei über 270 °C schmilzt.

### Chemische Eigenschaften
Aufgrund seiner chemischen Instabilität kann es zu Thymin desaminieren.

Desaminierung von 5-Methylcytosin zu Thymin

## Biologische Bedeutung
5-Methylcytosin ist neben 5-Hydroxymethylcytosin, 5-Formylcytosin und (noch umstritten) 5-Carboxylcytosin eine der modifizierte DNA-Basen, die in Säugetieren gefunden wurde. Daher wird 5-Methylcytosin oft als die fünfte und 5-Hydroxymethylcytosin oft als die sechste DNA-Base bezeichnet. 5-Methylcytosin wird in vivo postreplikativ (nach der DNA-Synthese) aus Cytosin durch Hinzufügen einer Methylgruppe gebildet (DNA-Methylierung). Diese Reaktion wird von DNA-Methyltransferasen (DNMTs) katalysiert.
5-Methylcytosin spielt eine wichtige Rolle in der Epigenetik und ist an der An- und Abschaltung von Genen und wahrscheinlich auch an der Organisation der DNA in Chromosomen beteiligt.
Unter physiologischen Bedingungen desaminiert ein geringer Teil des in der DNA enthaltenen Desoxycytidins zu Desoxyuridin, wofür spezielle Reparatursysteme in den Zellen existieren. Bei der Desaminierung von 5-Methyldesoxycytidin entsteht jedoch das auch normalerweise in der DNA enthaltene Desoxythymidin, das nicht als fehlerhaft erkannt werden kann, wodurch es sich in der nächsten Replikationsrunde mit Desoxyadenosin paaren kann, woraus sich dann eine Transition von Desoxycytidin nach Desoxythymidin und auf dem gegenüberliegenden DNA-Strang von Desoxyguanosin nach Desoxyadenosin ergeben wird.